# Emil Roback
Emil Roback (* 3. Mai 2003 in Norrköping) ist ein schwedischer Fußballer, der aktuell bei Muangthong United in Thailand unter Vertrag steht.

## Karriere

### Verein

#### Beginn der Karriere in Schweden
Roback startete seine Laufbahn in der Jugendabteilungen des IFK Nörrköping. Nach kurzen Stationen bei IK Sleipner und Västerhaninge IF wechselte er 2015 nach Stockholm zu Hammarby IF.
Bis 2020 durchlief Roback die verschiedenen Altersklassen der Jugendabteilung von Hammarby IF. Von Juni bis Juli 2020 spielte Roback per Zweitspielrecht für IK Frei in der dritten Liga. Im Juni kehrte er für ein Pflichtspiel im nationalen Pokal gegen den IFK Göteborg zurück zu Hammarby IF und wurde dabei in der 74. Spielminute für Imad Khalili eingewechselt. Für IK Frei in der dritten Liga absolvierte Roback insgesamt 8 Pflichtspiele.

#### Wechsel zur AC Mailand
Im August 2020 wechselte Roback nach Italien zur U19-Auswahl der AC Mailand. Beim 2:1-Auswärtssieg in der Serie A gegen US Sassuolo Calcio im Dezember 2020 stand Roback zum ersten Mal im Spieltagskader des AC Mailand, blieb dabei aber ohne Einsatz. Sein Pflichtspieldebüt für die 1. Mannschaft der Rossoneri folgte erst im Januar 2022, als er im Pokalspiel gegen den CFC Genua in der 118. Spielminute für Oliver Giroud eingewechselt wurde.

##### Leihe zum FC Nordsjælland
Für die Spielzeit 2022/23 wechselte Roback per Leihe nach Dänemark zum FC Nordsjælland. Sein erstes und einziges Spiel für seinen neuen Verein absolvierte Roback in der 3. Runde des dänischen Pokals, als er beim 0:5-Auswärtssieg gegen Ballerup-Skovlunde Fodbold in der 72. Spielminute eingewechselt wurde. Aufgrund der geringen Spielzeit beendete man einvernehmlich bereits im Januar 2023 die Leihe und Roback kehrte nach Italien zurück.

##### Leihe zum IFK Norrköping
Im März 2023 wechselte Roback per Leihe bis zum Jahresende zu seinem ehemaligen Jugendverein IFK Norrköping nach Schweden. Er debütierte bereits Anfang April 2023 im Ligaspiel gegen AIK Solna für seinen neuen Verein, stand aber insgesamt im Jahr 2023 nur dreimal für kurze Einsätze auf dem Spielfeld für IFK Norrköping. Im Oktober 2023 erschien er mehrere Tage nicht beim Training. Roback teilte daraufhin mit, dass er unter Depressionen gelitten hatte und sich deswegen von der Außenwelt abgeschottet habe.

#### Wechsel zu Muangthong United
Im Juli 2024 ging er nach Asien. Hier unterschrieb er in Thailand einen Vertrag beim Erstligisten Muangthong United. Am 24. Mai 2025 stand er mit Muangthong im Finale des FA Cups, das man mit 3:2 gegen den Meister Buriram United verlor.

### Nationalmannschaft
Im Alter von 16 Jahren gab Roback im August 2019 beim Freundschaftsspiel gegen Nordirland sein Debüt für die U17-Auswahl von Schweden.

## Erfolge
Muangthong United
- Thailändischer Pokalfinalist: 2024/25